# Кишупе (платформа)
Ки́шупе (латыш. Ķīšupe) — железнодорожный остановочный пункт на линии Земитаны — Скулте, в черте города Саулкрасты. В Кишупе останавливаются все электропоезда, следующие маршрутом Рига — Скулте. Расстояние от Риги — 50 км, от Земитаны — 46 км. До станции Скулте — 6 км. Открыт в 1973 году. Пассажирское здание построено в 1994 году по проекту архитектора А. Арума.